# Японский оккупационный доллар

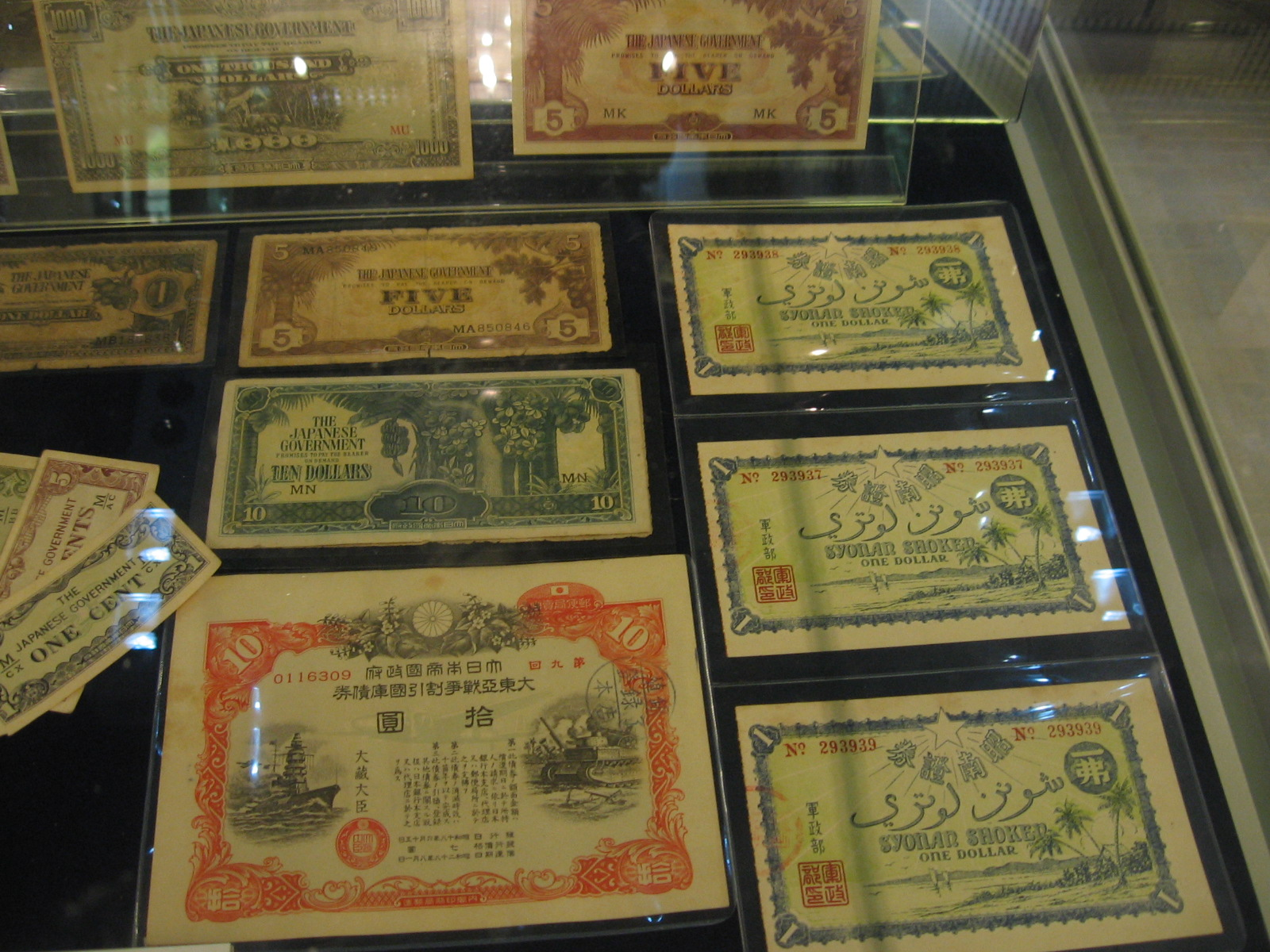
Оккупационные доллары — вверху слева

Банкноты Банка развития юга — деньги, выпущенные Японской империей во время японской оккупации Сингапура, Малайи, Северного Борнео, Саравака и Брунея в 1942—1945 годах (в тот же период являлись также законным средством платежа на территории оккупированной Бирмы). Эти деньги назывались «долларами», как и их предшественники — малайский доллар и доллар Проливов. Они широко использовались на оккупированных территориях, когда настала нехватка довоенных денег. В связи с тем, что на 10-долларовых банкнотах в качестве мотива были использованы бананы, их неформально называли также банановыми деньгами (малайск. duit pisang). Оккупационный доллар являлся одним из видов оккупационных денег, выпущенных в годы войны для использования на оккупированных территориях.

## История
После капитуляции Сингапура 15 февраля 1942 года японским правительством на оккупированной территории Малайи, Северного Борнео, Саравака и Сингапура были введены новые деньги, заменившие прежние. Они имели тот же номинал, что и малайский доллар; прежние монеты допускались к использованию до тех пор, пока их нехватка не вынудила японские власти приступить к печатанью бумажных центов.
Япония не стала выпускать единую валюту для оккупированных территорий, как это делала Германия, выпускавшая оккупационную рейхсмарку. Выпускавшаяся с 1938 года на оккупированных территориях Китая японская военная иена не использовалась в Бирме, Малайе и других оккупированных территориях. Япония предпочла выпускать для оккупированных территорий денежные знаки, номинированные в названиях местных денежных единиц. В случае их захвата противником возможность их использования была бы ограничена пределами одной территории. Исключалась также возможность спекулятивных операций военнослужащими японских войск, часто перемещавшихся на обширном театре военных действий.
Японские власти попросту печатали деньги по мере необходимости, и это привело к гиперинфляции, неоднократно вызывавшей девальвацию оккупационного доллара. Из-за того, что на банкноты были недостаточно защищены от подделки (в частности, на большинстве банкнот отсутствовали номера, указывалась только серия), их подделка достигла небывалых масштабов. Инфляция и экономический коллапс вынуждали японские власти печатать банкноты всё больших номиналов и увеличивать количество денег в обращении. Резкое падение стоимости денег и взлёт цен на товары обычно следовали за поражениями Японской империи на полях сражений.
После капитуляции Японии «банановые деньги» потеряли всякую ценность; японское правительство и поныне отказывается принимать их к обмену.

## Банкноты
Оккупационные доллары существовали только в виде купюр — даже центы. У денег сохранился ряд черт, присущих предшествующим денежным единицам (например, названия «доллар» и «цент»), однако в качестве языков для надписей использовались только английский и японский. Начальная буква серий банкнот — «M» (Malaya).

### Купюры номиналом в 1, 5 и 10 долларов (1942 год)
Первая серия купюр малых номиналов — в 1, 5 и 10 долларов — была выпущена в 1942 году. У них был различный дизайн лицевой и оборотной сторон, имевший, однако, общие черты. На лицевой стороне были изображены растения с плантаций. Дополнительные 10-долларовые купюры были выпущены в 1944 году. Купюры имели обозначение серии в виде двух букв (формата «MX») или двухбуквенное обозначение серии и шестизначный номер (формата «MX 000000»).
| Изображение | Номинал     | Год выпуска |
| ----------- | ----------- | ----------- |
|             | 1 доллар    | 1942        |
|             | 5 долларов  | 1942        |
|             | 10 долларов | 1942, 1944  |

### Центы (1942 год)
В сентябре 1942 года, в связи с нехваткой старых монет, были выпущены купюры номиналом в 1, 5, 10 и 50 центов, не имевшие номеров (указана только серия). Эти купюры имели упрощённый дизайн, на их лицевой стороне (за исключением 50-центовых) не было изображений растений с плантаций. Купюры, номинированные в центах, по размеру были заметно меньше купюр, номинированных в долларах. Купюры имели обозначение серии в виде двух (формата «MX») или трёх букв (формата «M/XX»).
| Изображение | Номинал   | Год выпуска |
| ----------- | --------- | ----------- |
|             | 1 цент    | 1942        |
|             | 5 центов  | 1942        |
|             | 10 центов | 1942        |
|             | 50 центов | 1942        |

### Купюры номиналом в 100 и 1000 долларов (1944—1945 годы)
Ухудшение экономической ситуации вынудило японские власти приступить в 1944 году к печатанию купюр крупных номиналов — в 100, а затем и 1000 долларов. 100-долларовые купюры были напечатаны в двух сильно различающихся версиях; 1000-долларовые — в одной версии. Рисунки в центрах купюр изображали сельскую жизнь. Купюры имели обозначение серии в виде двух букв (формата «MX»).
| Изображение | Номинал       | Год выпуска |
| ----------- | ------------- | ----------- |
|             | 100 долларов  | 1944        |
|             | 100 долларов  | 1945        |
|             | 1000 долларов | 1945        |